# سيرجي سامودين
سيرجي سامودين (بالروسية: Сергей Александрович Самодин)‏ (14 فبراير 1985 بستافروبول في روسيا - ) هو لاعب كرة قدم روسي في مركز الهجوم. شارك مع منتخب روسيا تحت 21 سنة لكرة القدم. أما مع النوادي، فقد لعب مع أرسنال كييف وتشورنومورتس أوديسا وشينيك ياروسلافل ونادي دنيبرو دنيبروبتروفسك ونادي سيسكا موسكو وFC Krasnodar-2000 ‏ ونادي موردوفيا سارانسك وسبارتاك نيجني نوفغورود ‏ وكريفباس كريفي ريه ‏.

## وصلات خارجية
- سيرجي سامودين على موقع اتحاد أوكرانيا (الإنجليزية)
- سيرجي سامودين على موقع قاعدة بيانات كرة القدم.إي يو (الإنجليزية)
- سيرجي سامودين على موقع Soccerway.com (الإنجليزية)